# Microcom Networking Protocol
Microcom Networking Protocol (MNP) – zestaw protokołów opracowanych przez firmę Microcom. Protokoły te dotyczą transmisji danych przez modemy, posiadają m.in. korekcję błędów oraz kompresję danych. Wyróżniane jest 9 klas MNP. Pierwsze cztery obejmują protokoły korekcji błędów.

## Klasy MNP
- Klasa MNP-1 – wykorzystuje asynchroniczną znakową wymianę danych w trybie półdupleksowym z korekcją błędów. Efektywność transmisji na poziomie 70%.
- Klasa MNP-2 – wykorzystuje asynchroniczną znakową wymianę danych w trybie dupleksowym z korekcją błędów. Efektywność na poziomie 84%.
- Klasa MNP-3 – transmisja synchroniczna bitowa pomiędzy modemami, dzięki temu zbędne są bity „startu” i „stopu” co powoduje zwiększenie efektywności. Transmisja między modemem a komputerem nadal asynchroniczna. Wymiana danych w trybie dupleksowym z korekcją błędów. Efektywność na poziomie 108%.
- Klasa MNP-4 – jest to ulepszona klasa MNP-3, protokół ten monitoruje liczbę błędów występujących podczas transmisji, automatycznie regulując rozmiar bloków danych. Jeśli nie występują błędy, to rozmiar bloku danych jest zwiększany i odwrotnie. Jeśli pojawiają się błędy, to rozmiar jest zmniejszany. Dzięki temu rozwiązaniu występuje mniej retransmisji (ponownej transmisji bloków w których wykryto błędy). Efektywność na poziomie 120%.
- Klasa MNP-5 – protokół z kompresją danych, wykorzystuje adaptacyjny algorytm kompresowania danych w czasie rzeczywistym (kompresja jest za każdym razem optymalizowana w zależności od rodzaju przesyłanych danych). Kryterium optymalizacji jest maksymalna prędkość transmisji danych. Efektywność na poziomie 200% (w zależności od typu transmitowanych danych).
- Klasa MNP-6 – protokół ten pozwala na wykorzystanie pełnego zakresu szybkości modemu w zależności od maksymalnej prędkości modemu znajdującego się na drugim końcu linii. Modem rozpoczyna przesył danych z najniższą prędkością i próbuje wynegocjować wyższą prędkość połączenia z drugim modemem. MNP-6 posiada też możliwość symulacji trybu dupleksowego przy łączu półdupleksowym.
- Klasa MNP-7 – protokół z wyższym stopniem kompresji danych. Efektywność na poziomie 300%.
- Klasa MNP-9 – protokół ten przesyła potwierdzenie odbioru danych wewnątrz pakietu danych zamiast oddzielnego pakietu. W przypadku wykrycia błędów, przy retransmisji danych przesyłane są tylko błędne pakiety od miejsca wystąpienia błędu, a nie całe bloki.
- Klasa MNP-10 – traktowany jako standard przy transmisji danych na liniach telefonicznych niskiej jakości, pierwotnie opracowany dla telefonii komórkowej. Posiada większe możliwości osiągnięcia połączenia w trudnych warunkach (modem rozpoczyna transmisję od niskiej szybkości, a następnie zwiększa ją do wartości na którą pozwalają warunki panujące na linii). Podwyższona wydajność transmisji zapewniona jest poprzez dynamiczną optymalizację prędkości transmisji, zmianę wielkości pakietu w czasie przesyłania (8 do 256 bajtów) oraz dopasowywanie poziomu sygnałów. Wymuszenie połączenia występuje nawet przy zakłóceniach.